# Whitchurch, Shropshire
Whitchurch este un oraș în comitatul Shropshire, regiunea West Midlands, Anglia. Orașul se află în districtul North Shropshire.